# Усадьба Дивноморское
«Усадьба Дивноморское» — российская винодельня, расположенная близ города Геленджик, самый южный терруар Краснодарского края. Общая площадь виноградников составляет 47 га. Была основана в 2009 году, вина вышли в продажу в конце 2013 года. Занимается производством как тихих, так и игристых вин. Выдержка тихих вин осуществляется в стали и дубовых бочках. Игристые вина производятся по классической технологии со вторичным брожением и выдержкой в бутылке не менее 2-х лет.
Винодельческую команду возглавил специалист по игристым винам итальянец Маттео Колетти. Производство тихих вин курировали сначала Алексей Толстой («Усадьба Маркотх», «Галицкий и Галицкий»), затем Олег Ничвидюк. Осенью 2017 года удалённым консультантом винодельни стал известный итальянский энолог, владелец хозяйства Фалеско (Монтефьясконе) Риккардо Котарелла.
Площадь усадебного дома на участке (т. н. «шато», также фигурирует под названием «Димина дача», подразумевая Дмитрия Медведева) почти 2500 м²; раскинувшийся рядом спа-комплекс занимает ещё больше места.
Ещё до того, как кому-либо удалось попробовать сами вина, хозяйство получило известность в декабре 2010 года, в связи с открытым письмом предпринимателя Сергея Колесникова президенту Дмитрию Медведеву.
Виноградники разбиты в непосредственной близости от берегового обрыва, известного прежде своим нудистским пляжем. Виноградник, прекрасный с «видовой» точки зрения, оказался сложным с точки зрения виноградарства: он потребовал массы дорогостоящих подготовительных работ и введения капельного орошения из-за недостатка влаги. Так как изначально не существовало видения линейки вин, экспериментальные работы с сортами велись прямо на виноградниках. Для понимания, что именно подходит к данному терруару, было высажено более 10 сортов: помимо традиционных сортов (каберне совиньон, мерло, совиньон блан, шардоне, сира, пино нуар, пино блан, рислинг, траминер, мускат оттонель), культивируются и европейские сорта современной селекции — марселан и ребо. Все виноградники были завезены из итальянского питомника Раушедо в Сан-Джорджо-делла-Рикинвельда.
Сбор винограда осуществляется исключительно вручную. Цеха для обработки винограда и выдержки вина расположены в деревянном здании в максимальной близости к винограднику, чтобы сократить время доставки винограда с виноградника на винодельню. В погребах воспроизводят записи классической музыки — считается, что это гармонизирует вино.
Винодельня работает в закрытом режиме: так, посещавшие её журналисты оставляли на КПП практически все личные вещи, включая фотоаппараты и телефоны.
Первая публичная презентация вин под маркой «Усадьба Дивноморское» прошла в октябре 2013 года в Москве, в гостинице «Балчуг». Было представлено восемь сортовых вин и два бленда 2011 года урожая. Большинство вин были достаточно сложными, имели яркий характер, мощный вкус и чистые сортовые характеристики, так что профессиональное сообщество встретило вина благожелательно.
В 2015 году винодельня выпустила серию игристых вин, сделанных классическим методом, со вторичным брожением и выдержкой в бутылке (вино выдерживается в подвалах не менее двух лет, что примерно соответствует возрасту выдержки шампанского). Кроме обычных бутылок 0,75 л, часть игристого выпускается в магнумах (1,5 л). По мнению некоторых специалистов, это одно из самых удачных игристых вин российского производства.
Вина «Усадьба Дивноморское» были отмечены наградами таких винных конкурсов, как Mundus Vini, Decanter World Wine Awards, International Wine Competition и International Wine and Spirits Competition.
Винодельня фигурирует в фильме-расследовании Фонда борьбы с коррупцией «Дворец для Путина. История самой большой взятки», выпущенном 19 января 2021 года.